# Pietrari (Dâmbovița)
Pietrari è un comune della Romania di 2 746 abitanti, ubicato nel distretto di Dâmbovița, nella regione storica della Muntenia.
Il comune è formato dall'unione di 5 villaggi: Aluniș, După Deal, Pietrari, Șipot, Valea.